# Ян ван Бейлерт
Ян Германс ван Бейлерт (нід. Jan Hermansz van Bijlert; 1597 , Утрехт  — 13 листопада 1671 , Утрехт ) — голландський живописець Золотої доби голландського мистецтва, один із утрехтських караваджистів. Близько чотирьох років провів у Італії, в Римі став одним із засновників товариства північних художників «Перелітні птахи».

## Життєпис
Народився в Утрехті, в сім'ї майстра з виготовлення вітражів Германа Бернтса ван Бейлерта. Можливо, пройшов початкове навчання в батька. Згодом став учнем Абрагама Блумарта. Як і інші художники з Утрехту, подорожував Францією та Італією.
Два роки жив і працював у Парижі та пів року в Екс-ан-Провансі. 1621 року жив на Віа Маргутта в Римі. Навесні 1623 року в Римі разом із Корнелісом ван Пуленбургом і Віллемом Молейном став одним із засновників товариства «Перелітні птахи» — спільноти або «братства» іноземних художників, які прибували в католицький Рим із північних країн (переважно з Нідерландів та Німеччини). У групі було прийнято давати художникам нові імена, так зване «вигнуте ім'я». Ім'я ван Бейлерта було «Еней» (Aeneas). У Римі він був також відомий як Джованні Білардо (Giovanni Bilardo).
До 1625 року повернувся в Утрехт, одружився. 1630 року став членом утрехтської гільдії Святого Луки і реформатської церкви. Від 1632 до 1637 року був деканом гільдії, а 1634 року його призначено регентом церкви Святого Іова. 1639 року допоміг заснувати «Школу живописців» (Schilderscollege), де також став регентом.
Помер в Утрехті. Похований 13 листопада 1671 року в церкві Святого Миколая (Nicolaïkerk) в Утрехті.

## Творчість
Був плідним художником, залишив близько двохсот картин. Після повернення з Риму він, як і інші утрехтські живописці, які потрапили під вплив творчості Караваджо, писав у «караваджистському» стилі. Особливість ранніх картин Бейлерта проявляється у використанні сильної світлотіні, зображенні фігур великим планом та натуралістичності в деталях.
Писав і далі в тому ж стилі протягом 1620-х років. Близько 1630 року звернувся до більш класичної манери, можливо, під впливом Корнеліса ван Пуленбурга. Фарби стали світлішими, а сюжети піднесенішими. В 1630-ті роки писав також композиції з невеликими фігурками, які зазвичай зображували побутові сценки в тавернах, борделях або сцени домашнього музикування. Також писав портрети видатних громадян Утрехта: бургомістрів та депутатів, регентів та старшин ремісничих цехів.
Серед його учнів були Бартрам де Фуш'є, Людольф Лендерц де Йонг, Йоганнес де Вер, Маттеус Вейтманс та Абрагам Віллартс.

## Галерея

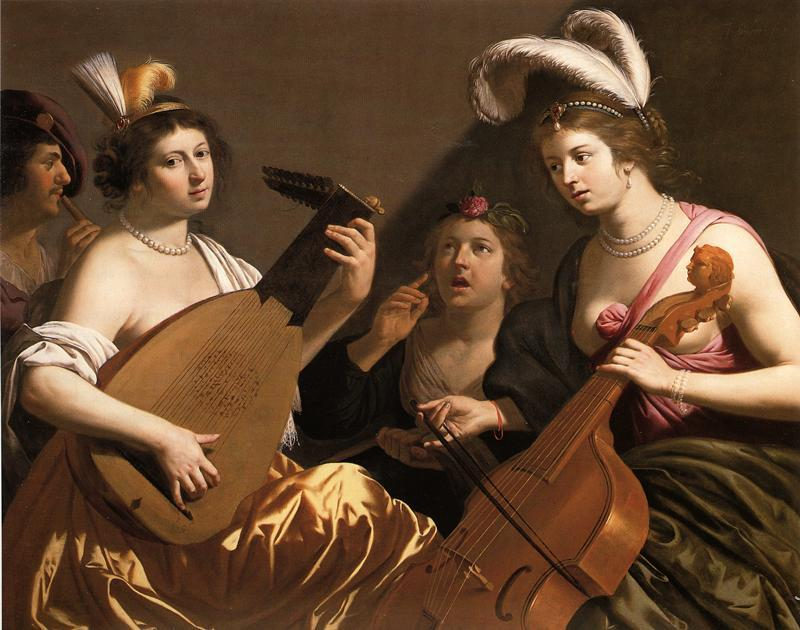
Концерт. Між 1635 та 1640 роками. Полотно, олія. Приватне зібрання
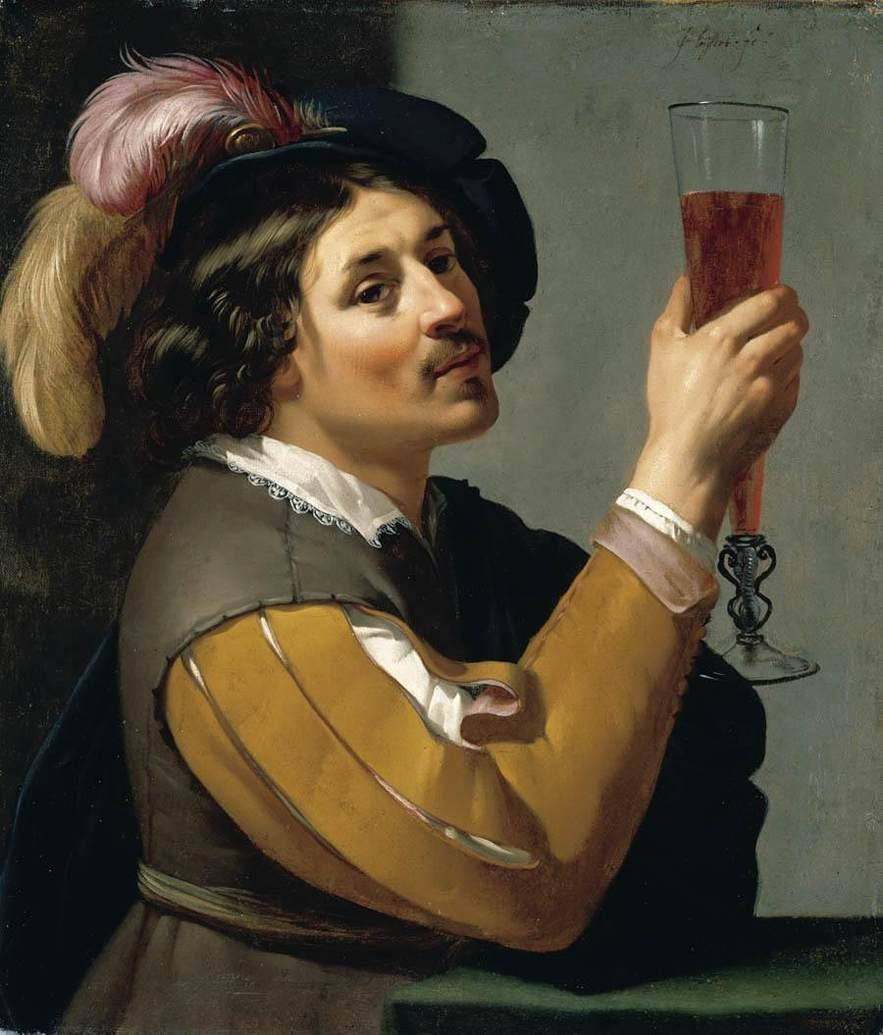
Молодий чоловік п'є склянку вина. Між 1635 та 1640 роками. Полотно, олія. Приватне зібрання
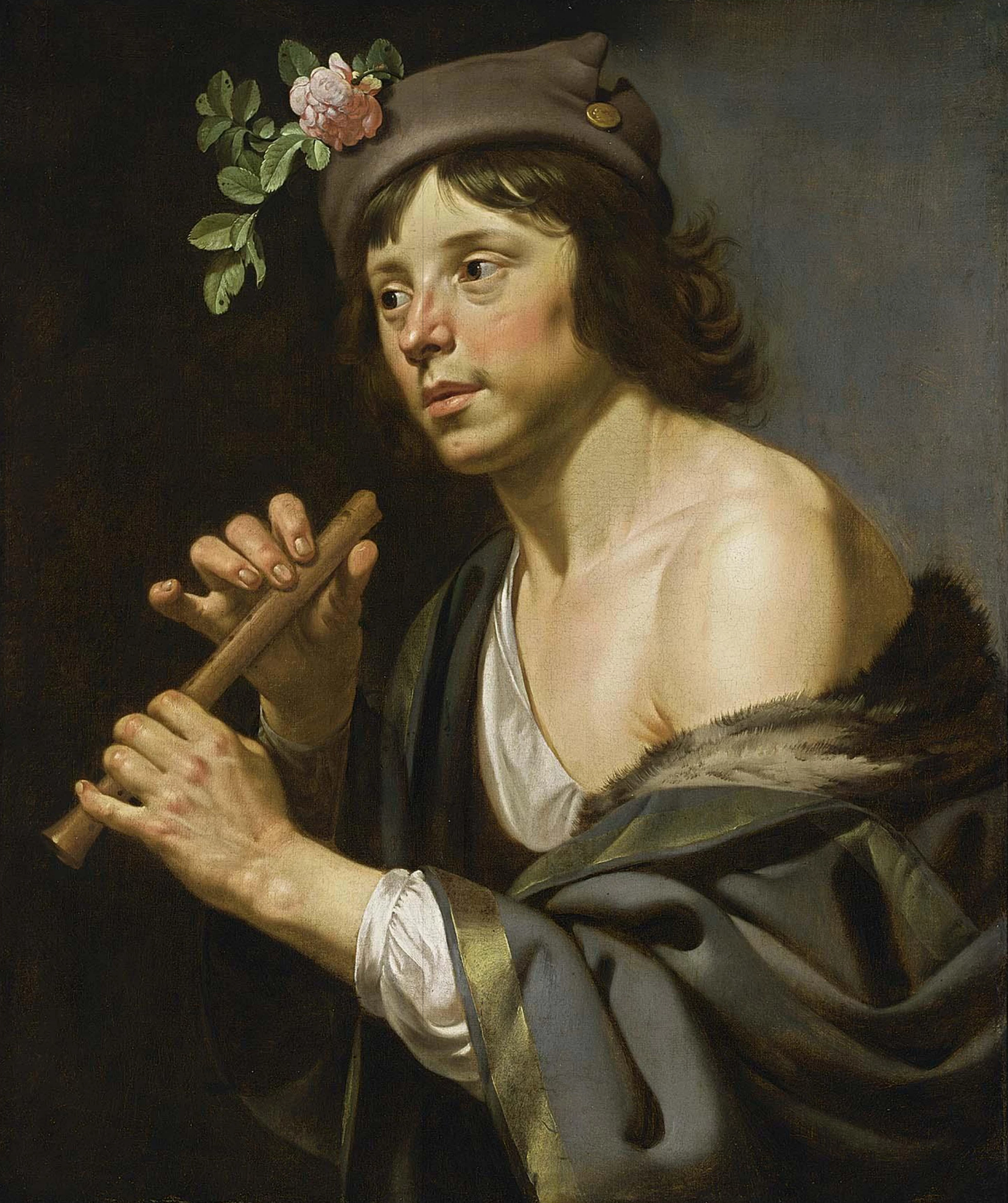
Пастух із флейтою. Між 1630 та 1635 роками. Полотно, олія. Приватне зібрання
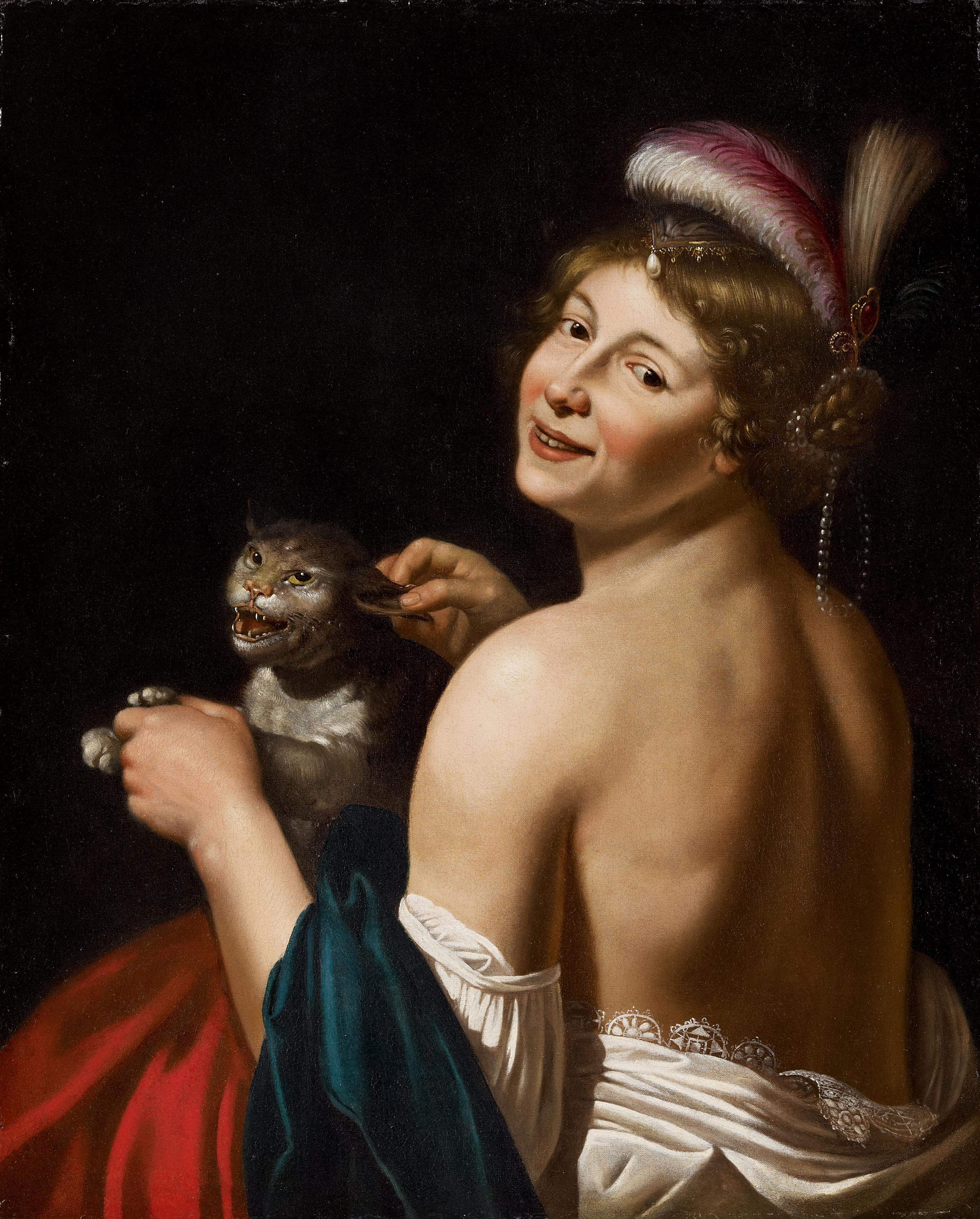
Куртизанка смикає кішку за вухо. Алегорія дотику. Полотно, олія. Приватне зібрання
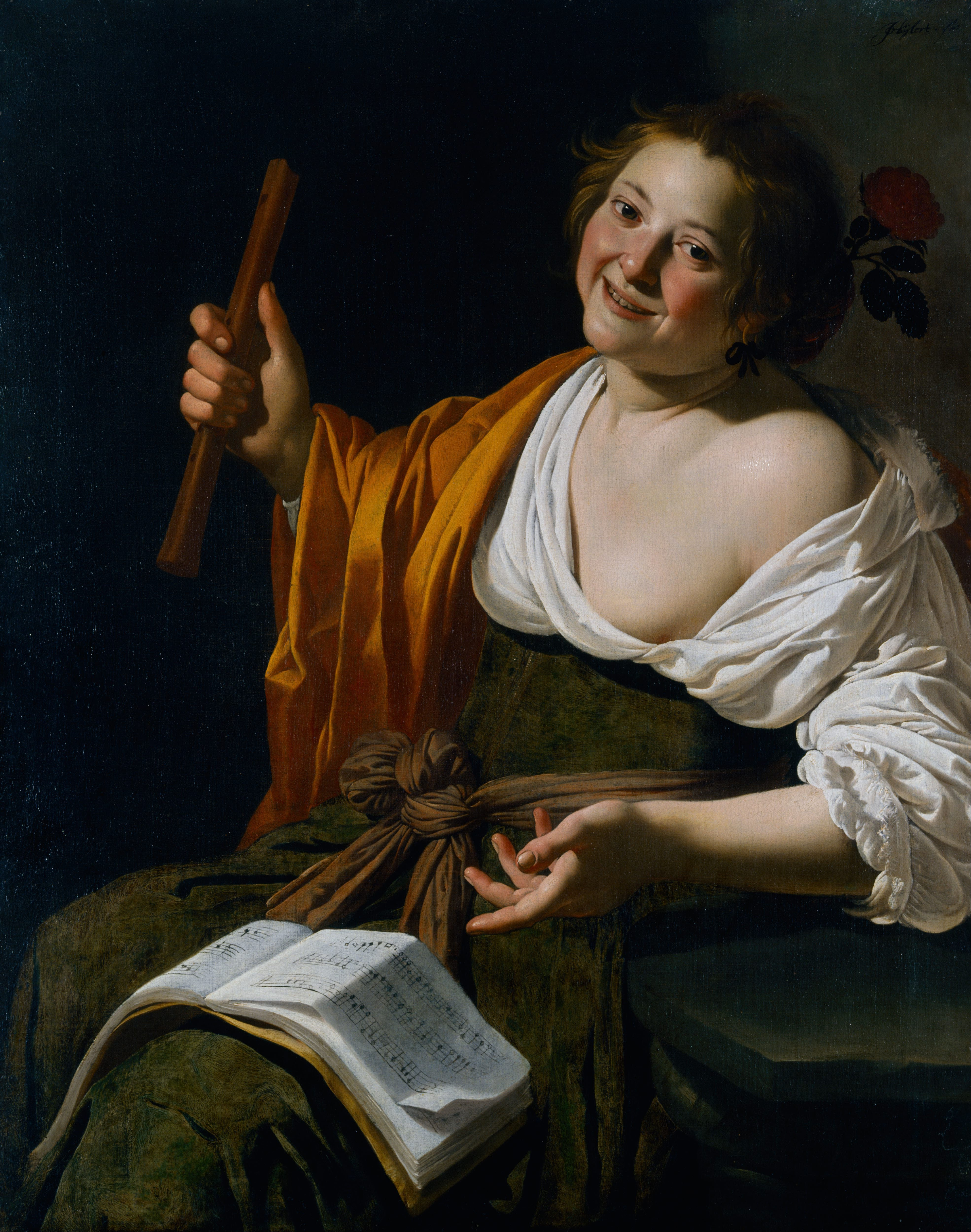
Дівчина зі флейтою. Бл. 1630 року. Полотно, олія. Художня галерея Нового Південного Уельсу, Сідней
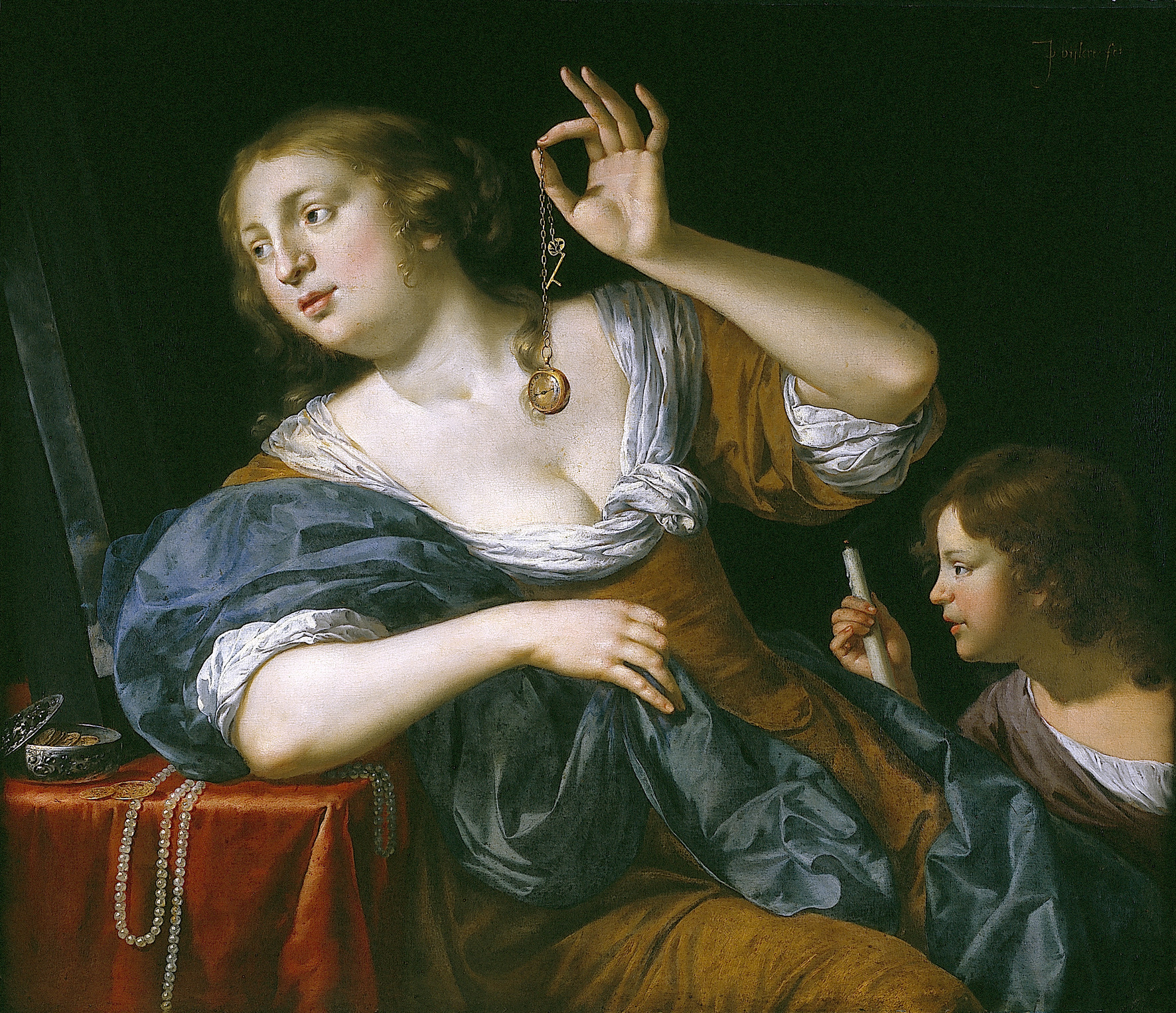
Ванітас. Алегорія швидкоплинності життя. 1640 рік. Полотно, олія. Центральний музей Утрехта